# Апеллес

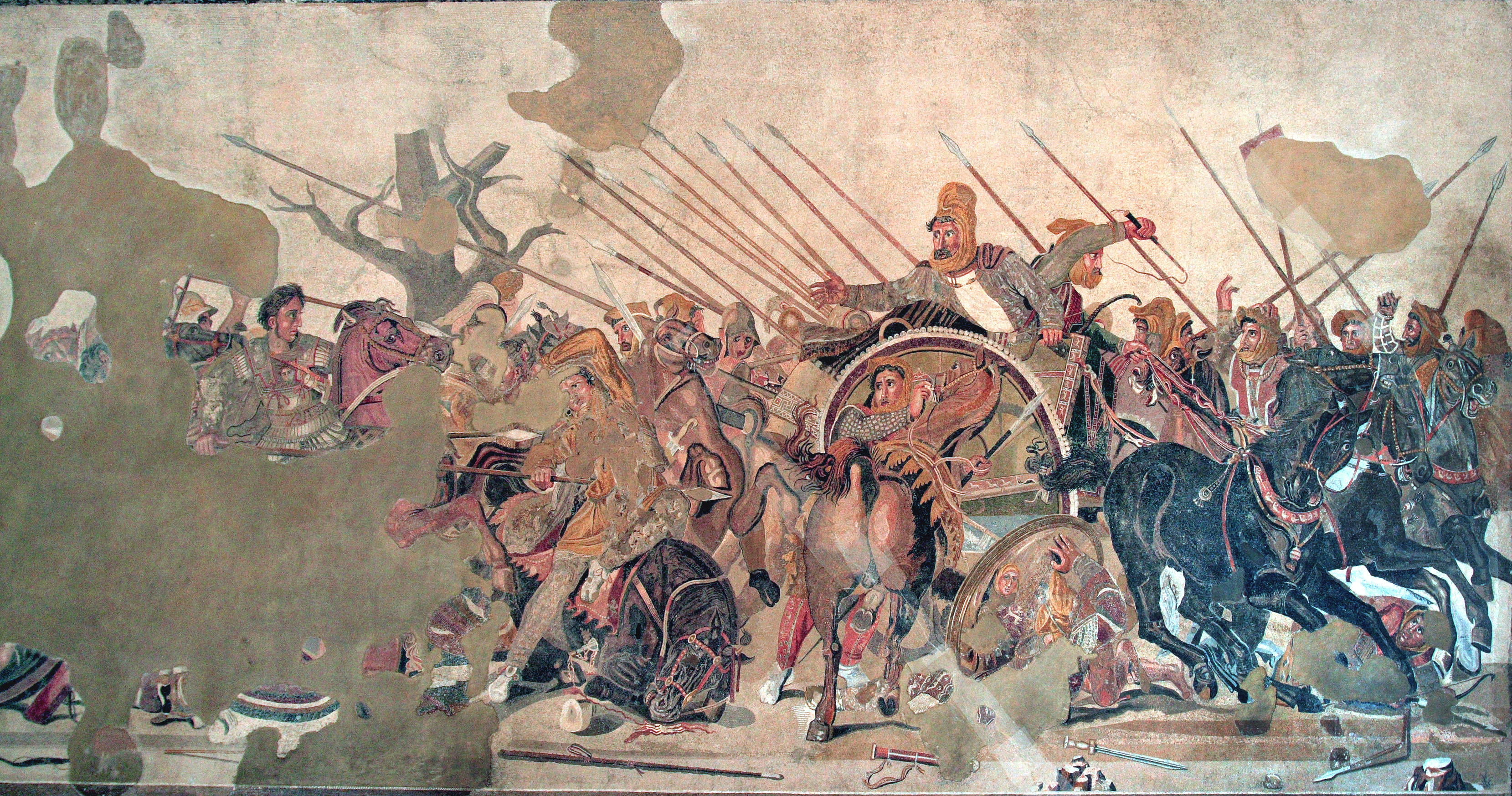
Мозаичное изображение битвы при Иссе, созданное по картине, предположительно написанной Апеллесом или Филоксеном из Эретрии

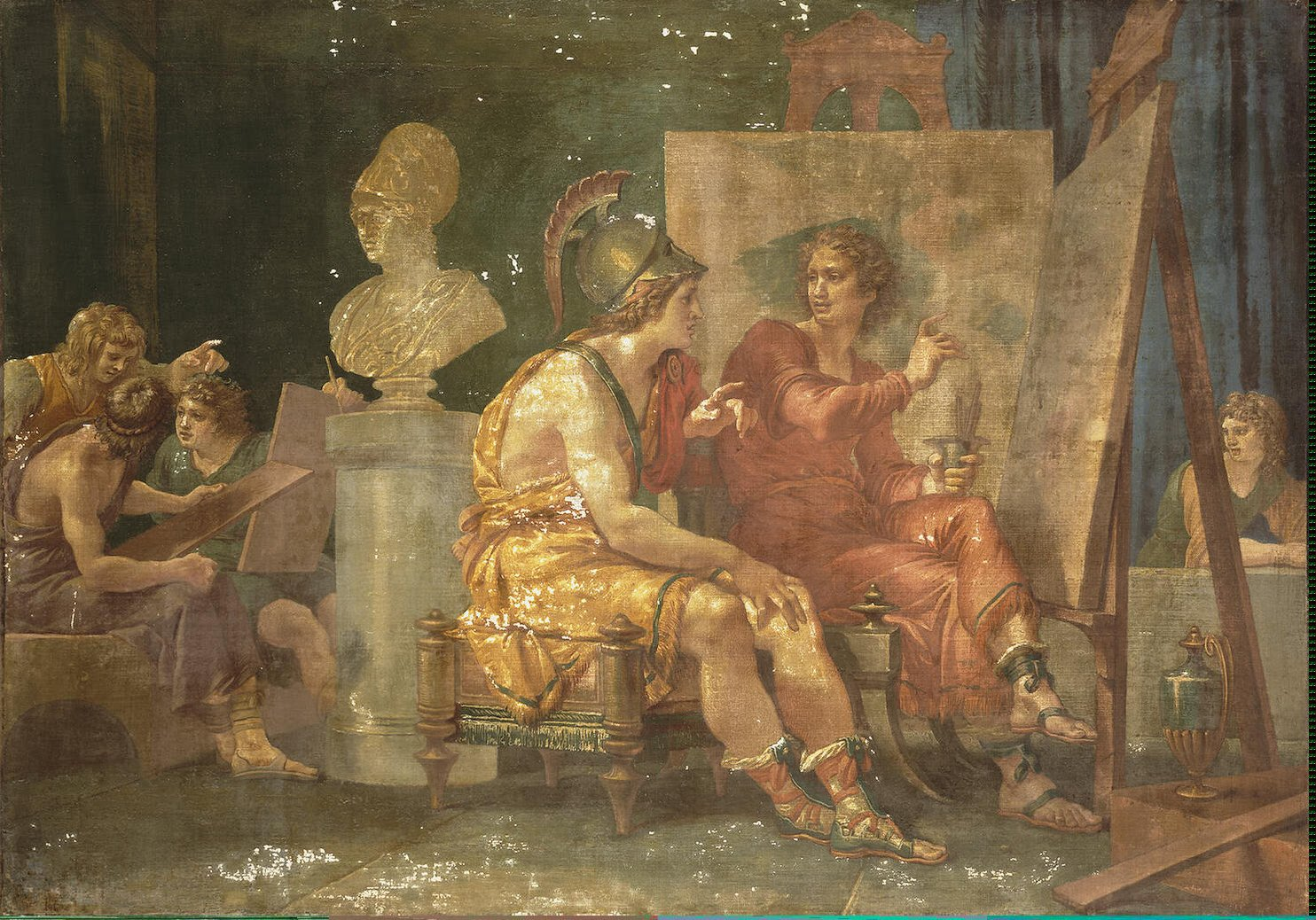
Александр Великий в ателье Апеллеса. Картина итальянского художника французского происхождения Джузеппе (Жана) Кадеса (1782)

Апелле́с, Апелл (др.-греч. Ἀπελλῆς, лат. Apelles, примерно 370—306 гг. до н. э.) — древнегреческий живописец, друг Александра Великого.
Апеллес, сын Пифия, был одним из наиболее знаменитых греческих живописцев древности, которые процветали в начале эллинистического периода. Древние источники сообщают, что он происходил с Коса или из Эфеса, но считается вероятным, что он родился в древнем городе Ионии Колофоне, к северу от Эфеса. Большая часть информации о жизни и работах художника взяты из 35-й книги «Естественной истории», написанной Плинием Старшим (23—79 гг. н. э.), в соответствии с которой Апеллес был на пике славы в годы 112-й Олимпиады (332—329 гг. до н. э.).

## Биография
Своё первоначальное художественное образование Апеллес получил в Эфесе, в Ионической школе, отличавшейся мягкостью рисунка и нежностью колорита; впоследствии он отправился в Сикион, там же поступил в школу Памфила, где изучал особенности и живописные приёмы, характерные для сикионской живописи, стремившейся к законченности и точности рисунка. Таким образом, соединив в своём творчестве лучшие традиции двух выдающихся художественных школ — ионической и сикионской, — Апеллес достиг высочайшей ступени мастерства в изобразительном искусстве. Отличительной особенностью живописного почерка художника является грациозность изображаемых объектов.
Во времена Филиппа II он поселился в столице Древней Македонии в Пелле, и, вероятнее всего, именно здесь зародились близкие дружеские отношения между ним и Александром Великим. Существует предположение, что его учитель Памфил, македонец по происхождению, оказал поддержку и помог Апеллесу занять место художника в свите македонского царя Филиппа, где он завоевал такой авторитет, что преемник Филиппа Александр Великий издал указ, запрещающий рисовать портреты Александра кому бы то ни было кроме как Апеллесу. По всей видимости, Апеллес сопровождал какое-то время Александра в походе на персов. В эпоху диадохов художник рисует портреты новоявленных царей.
Его своеобразный гений особенно блестяще проявился в изображениях Афродиты, Харит и других богинь юности и красоты. Самые знаменитые его работы — «Афродита Анадиомена», на которой изображена выходящая из морской воды и выжимающая влажные волосы богиня, и изображение Артемиды в окружении охотничьей свиты. Однако и в изображениях героев Апеллес достиг такого же совершенства. Особенно часто изображал он Александра Великого и его славных полководцев. Одна из картин подобного рода хранилась в храме Артемиды в Эфесе — на ней был изображён Александр Македонский с молнией в руках. Именно к этой картине относятся слова Александра, сказавшего, что существуют только два Александра: один — сын Филиппа, другой — Апеллеса; первый непобедим, второй неподражаем. 
Скончался Апеллес будучи признанным современниками — великим и первым художником Эллады, однако, как сообщает Энциклопедия Брокгауза и Ефрона, где он умер, в этом ли городе (имеется в виду Колофон) или же на острове Кос, достоверно определить нельзя.
Античные писатели донесли до нас отрывочные сведения из жизни художника, обращая внимание в основном на занимательные анекдоты и творчество Апеллеса. Приблизительные годы жизни художника можно определить из следующих фактов: при дворе Филиппа II Апеллес оказался, видимо, после смерти Памфила (ок. 350 до н. э.), то есть должен был родиться до 370 до н. э., чтобы стать признанным мастером к тому времени. Затем, отмечен факт его пребывания при царе Птолемее, то есть в районе 306 до н. э. Этот промежуток времени принято считать годами жизни художника.

## Анекдоты из жизни Апеллеса

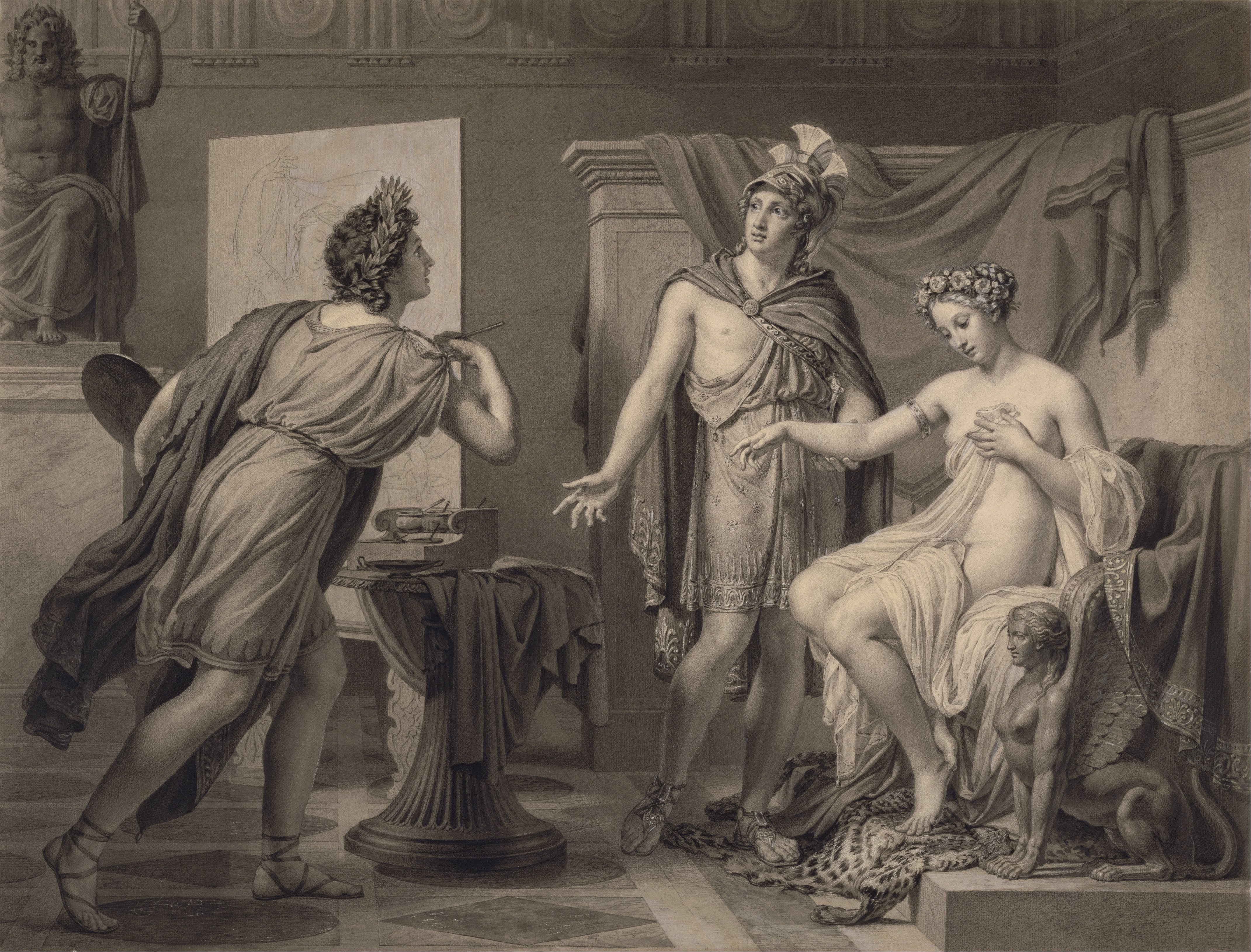
Александр уступает Кампаспу Апеллу. Работа фр. художника Жана Мартина Ланглуа (1819)

Приведенные истории переданы Плинием в его «Естественной истории».
- Дар Александра Великого. Наиболее известная история о любви художника к своей модели вдохновила поздних живописцев на создание многих полотен. Этот случай изложен в статье про Кампаспу.
- Состязание с Протогеном. Прибыв на Родос, Апеллес посетил мастерскую известного художника Протогена. Того не оказалось дома. Апеллес велел служанке известить хозяина о своем визите, не называясь, но вместо этого провёл изящную линию вдоль полотна, приготовленного для рисования. По возвращении Протоген сразу же признал неназванного гостя по совершенству исполнения одной лишь линии, а затем нанёс тонкий штрих другого цвета поверх линии Апеллеса. Когда Апеллес вернулся, то, раздосадованный мастерством соперника, сделал следующее (зависит от трактовки перевода Плиния): другим цветом расщепил линию Протогена, не оставив никакой возможности для дальнейшего соревнования, так как линия почти растворялась в воздухе. Эта картина позднее была перевезена в Рим, где вызывала наибольшее удивление зрителей среди всех творений искусства из Греции, пока не погибла при пожаре во дворце Цезаря.
- Башмачник. Стремясь достичь точности в создании образов, Апеллес выставлял картины на суд прохожих, а сам подслушивал их мнения, скрываясь за картиной. Как-то раз один башмачник заметил, что нарисованные сандалии по контуру не соответствуют стопе. К следующему дню Апеллес исправил дефект. Когда вновь объявившийся башмачник стал критиковать нарисованную ногу, сердитый художник выскочил и крикнул башмачнику, чтобы тот не высказывал суждений, не имеющих отношения к сандалиям. Плиний приписывает именно Апеллесу рождение римской поговорки: Ne sutor ultra crepidam (Да не судит башмачник выше обуви)[9]. Этой истории посвящено стихотворение А. С. Пушкина «Сапожник» (1829). Существует также пересказ Михаила Хераскова «Живописец и сапожник» (1761).

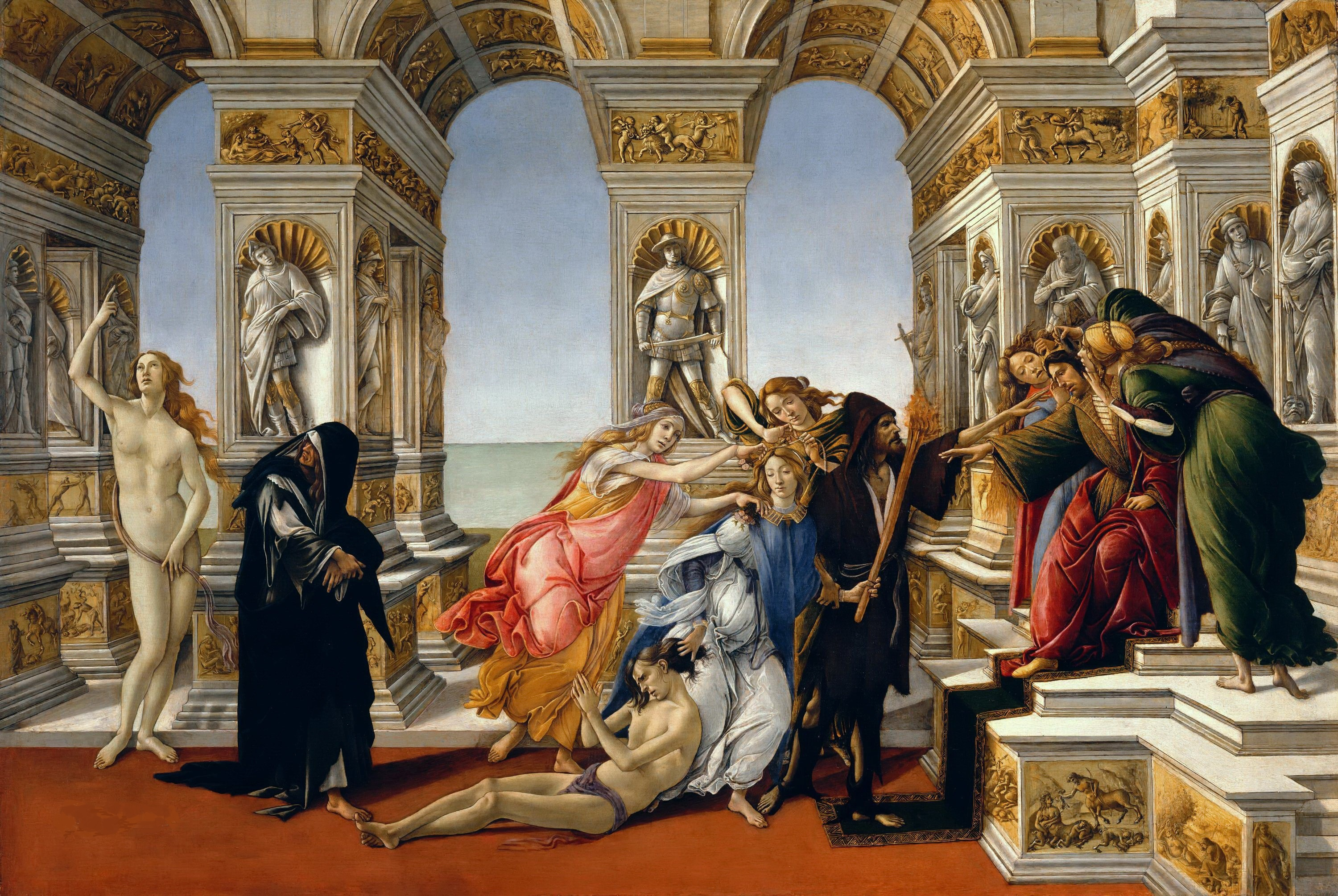
Клевета Антифила на Апеллеса. Аллегорическая картина Боттичелли (1495 г.)

- Царь Птолемей. Буря занесла Апеллеса в египетскую Александрию, где правил Птолемей, имевший с художником какие-то давние счеты. Один шутник из свиты царя пригласил Апеллеса на пир, и там удивленный царь возмутился. Птолемей выстроил перед художником челядь, потребовав указать пальцем на виновника неуместной шутки. Вместо этого Апеллес схватил уголек и набросал лицо того человека, которого царь сразу же признал. Лукиан изложил другую историю о пребывании Апеллеса у Птолемея. Некий завистник Антифил обвинил художника в соучастии в заговоре против царя. Разобравшись с делом, Птолемей вручил невиновному Апеллесу в качестве компенсации огромную сумму в 100 талантов, а также отдал ему в рабы клеветника Антифила.

## Творчество
Апеллес упражнялся каждый день, рисуя линии. Сам он сильной стороной своего творчества называл харизму (оперируя именно этим греческим словом), то есть умение воодушевлять зрителя изобразительными образами. Картины, восхищавшие зрителей веками, были созданы, по мнению Плиния, всего четырьмя цветами, но благодаря покрытию тонким слоем глазури оттенки становились живее, лучше передавали цветовую гамму.
Наиболее известные полотна художника (по описаниям античных авторов):

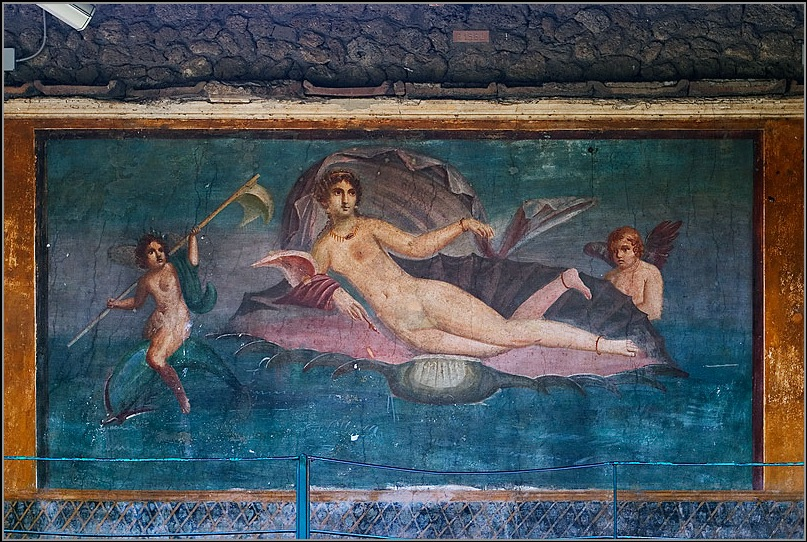
Венера, рождённая из моря. Фреска из Помпей — видимо, римская копия более ранней греческой картины

- «Афродита Анадиомена», то есть Афродита, рождённая из моря. Богиня выжимает волосы, и падающие капли воды вуалью серебрятся вокруг её тела. За творение для храма Асклепия на Косе, по слухам, заплачено 100 талантов. Позднее император Август перевез его в Рим. Картина начала разрушаться, и император Нерон заменил её копией художника Дорофея. Для Афродиты позировала Кампаспа, подаренная Александром Великим художнику. Древнеримский поэт Овидий восклицал:

Если б Венеру свою Апеллес не выставил людям — 

Все бы скрывалась она в пенной морской глубине.

По другим сведениям, моделью была известная гетера Фрина (возлюбленным которой в её молодые годы был Пракситель, изобразивший Фрину в образе Афродиты Книдской, а в конце её жизни — Апеллес), чей бюст был настолько совершенен, что считался даром богов. Афиней так рассказал о рождении картины:

«Но ещё более прекрасны были те части тела Фрины, которые не принято показывать, и увидеть её обнаженной было совсем не просто, потому что обычно она носила плотно облегающий хитон и не пользовалась публичными банями. Но когда вся Греция собралась в Элевсинии на праздник Посейдона, она на глазах у всех сняла с себя одежду, распустила волосы и нагая вошла в море; именно это подсказало Апеллесу сюжет для его Афродиты Анадиомены.»

- «Александр Великий», подобно Зевсу, мечет молнию. По этому поводу говорили, что есть два Александра: один, сын Филиппа — непобедим, другой, созданный Апеллесом, — неподражаем. За эту картину с изображением царя художник получил царскую плату — 20 талантов в золоте, причём плату отмеряли по весу картины.
- «Афродита» для жителей Коса осталась незавершённой из-за смерти Апеллеса. Но даже одна голова и контуры тела заставляли зрителей верить, что эта работа стала бы самым великим творением художника.
- «Клевета» — несохранившаяся картина[12], которую попытался восстановить Боттичелли.

Не известно ни одной дошедшей до наших дней работы Апеллеса, но существует реальная вероятность найти гробницу Александра Великого в Александрии, которую — подобно изученным в XX веке гробницам царей в Македонии — должен был расписывать Апеллес как ведущий художник при дворе Александра, а затем — при дворе Птолемея, осуществившего захоронение тела Александра в Египте.